# Капрара, Джованни Баттиста
Джованни Баттиста Капрара (Иоанн-Баттист Капрара, итал. Giovanni Battista Caprara; 29 мая 1733, Болонья, Папская область — 21 июля 1810, Париж, Первая империя) — итальянский кардинал и государственный деятель. Титулярный архиепископ Иконии с 1 декабря 1766 по 21 февраля 1794. Апостольский нунций в Кёльне с 18 декабря 1766 по 6 сентября 1775. Апостольский нунций в Швейцарии с 6 сентября 1775 по 7 мая 1785. Апостольский нунций в Австрии с 7 мая 1785 по 1 февраля 1793. Камерленго Священной Коллегии кардиналов с 21 февраля 1794 по 1 июня 1795. Администратор епархии Йези с 21 июля по 11 августа 1800. Епископ Йези, с персональным титулом архиепископа с 11 августа 1800 по 24 мая 1802. Архиепископ Милана с 24 мая 1802 по 21 июля 1810. Кардинал-священник с 18 июня 1792, с титулом церкви Сант-Онофрио с 21 февраля 1794 по 21 июля 1810. 
Легат Пия VII во Франции, принимал участие в заключении конкордата 1801 года. Пользовался расположением Наполеона, который, после смерти кардинала, приказал похоронить его в парижском Пантеоне, среди выдающихся деятелей Франции.

## Биография
Капрара родился в Болонье. Его родителями были граф Франческо Раймондо Монтекукколи из одноимённого итальянского рода и графиня Мария Виттория Капрара. Он взял имя матери. В 1758 году он был назначен вице-легатом Равенни, в 1767 — нунцием в Кёльне, в 1775 году — в Люцерне, и в 1785 году — апостольским нунцием в Австрии.
Когда конкордат между папой Пием VII и Французской Республикой был заключен, Наполеон Бонапарт, тогда ещё первый консул, попросил назначить Капрара папским легатом а latere с резиденцией в Париже. Его выбор пал на кардинала Капрара, так как он, возможно, ожидал, что тот не будет идти против его планов. Капрара был назначен легатом а latere во Франции в августе 1801 года, он отправился туда сразу после его назначения и прибыл в Париж 4 октября.
Во время переговоров, которые велись относительно выполнения Конкордата 1801 года, он продемонстрировал примирительный дух в борьбе с десятью конституционными епископами, которые должны были быть назначены из вновь созданных епархий. Он пошел вразрез с конкретными инструкциями из Рима. Под давлением Наполеона кардинал Капрара возглавил торжественное восстановление общественного богослужения в соборе Нотр-Дам в день Пасхи (18 апреля, 1802).
В мае 1802 года он был назначен архиепископом Милана. В 1804 году склонил папу к поездке в Париж для коронования Наполеона. В качестве архиепископа Милана он короновал 26 мая 1805 года Наполеона как короля Италии, надев на него корону. Капрара оставался папским легатом во Франции до своей смерти, или, вернее, до заключения папы Пия VII в июле 1809 года.
Ухудшение здоровья спасло его от неприятностей, связанных с разводом и вторым браком Наполеона.
Умер он в Париже 21 июня 1810 году в возрасте 77 лет. Всё состояние, согласно своему завещанию, оставил больнице Милана.
Был похоронен в Пантеоне Парижа, а его сердце было помещено в кафедральный собор Милана.

## Работы
- Concordat et recueil des bulles et brefs de N. S. Pie VII. sur les affaires de l’Eglise de France (1802).